# El Aguaje, Durango
El Aguaje är en ort i Mexiko.   Den ligger i kommunen Tamazula och delstaten Durango, i den centrala delen av landet, 1 000 km nordväst om huvudstaden Mexico City. El Aguaje ligger 281 meter över havet och antalet invånare är 174.
Terrängen runt El Aguaje är huvudsakligen kuperad. El Aguaje ligger nere i en dal. Runt El Aguaje är det mycket glesbefolkat, med 6 invånare per kvadratkilometer. Närmaste större samhälle är Tamazula, 7,1 km väster om El Aguaje. I omgivningarna runt El Aguaje växer i huvudsak blandskog.